# Nancy Stevenson
Ferdinan Backer „Nancy“ Stevenson (* 8. Juni 1928 als Ferdinan Backer in New Rochelle, New York; † 31. Mai 2001 in Floyd, Virginia) war eine US-amerikanische Politikerin. Zwischen 1979 und 1983 war sie Vizegouverneurin des Bundesstaates South Carolina.

## Werdegang
Nancy Stevenson war die Enkelin des Kongressabgeordneten George Swinton Legaré (1869–1913). Sie wurde im Staat New York geboren, wuchs aber in Charleston auf. Zwischenzeitlich kehrte sie in den Norden zurück, wo sie im Jahr 1949 das Smith College absolvierte. Nach einem Auslandsaufenthalt in Schweden begann sie als Reporterin für die Zeitung New York Herald Tribune zu arbeiten. Sie kehrte nach South Carolina zurück, wo sie als Mitglied der Demokratischen Partei eine politische Laufbahn einschlug. Zwischen 1975 und 1978 saß sie als Abgeordneter im Repräsentantenhaus von South Carolina.
1978 wurde Stevenson an der Seite von Richard Riley zur Vizegouverneurin von South Carolina gewählt. Dieses Amt bekleidete sie zwischen 1979 und 1983. Dabei war sie Stellvertreterin des Gouverneurs und Vorsitzende des Staatssenats. Bis heute ist sie die einzige Frau, die das zweithöchste Staatsamt South Carolinas bekleidet hat. Später zog sie nach Floyd in Virginia. Dort ist sie am 31. Mai 2001 verstorben.